# آرامستان ارامنه قورچی‌باشی
قبرستان ارامنه قورچی‌باشی مربوط به دوره قاجار - دوره پهلوی اول است و در شهرستان خمین، بخش کمره، شهر قورچی‌باشی واقع شده و این اثر در تاریخ ۲۸ اسفند ۱۳۸۵ با شمارهٔ ثبت ۱۸۹۲۶ به‌عنوان یکی از آثار ملی ایران به ثبت رسیده است.

قبرستان مخصوص ارامنه در شهر قورچی‌باشی که با نام «قبرستان ارامنه» در بین مردم مشهور است در شرقی‌ترین قسمت این شهر هنوز قرار دارد و در سال‌های اخیر نیز از طرف سازمان میراث فرهنگی به عنوان اثر تاریخی ثبت شده است. به گفته ناصری فرد:
تاریخ‌نگاری سنگ نگاره‌ها که ساده‌ترین تاریخ‌نگاری است به ۴۰۰ سال قبل برمی گردد که فاقد تاریخ می‌باشند؛ اما ۲۰۰ سال بعد بر روی سنگ‌ها تاریخ آنها قابل مشاهده است.